# Abjjad
Abjjad là mạng xã hội tiếng Ả Rập đầu tiên dành cho độc giả, tác giả và người viết blog ở Trung Đông. Mạng xã hội này được đưa ra vào tháng 6 năm 2012 bởi Eman Haylooz và Tamim Al Manaseer. Trang web cho phép người đọc đăng nhập và có tài khoản riêng, tạo thư viện ảo riêng, nơi họ có ba danh sách: danh sách đã đọc trước đó, danh sách hiện đang đọc và danh sách dự định đọc. Nó cũng cho phép các thành viên xếp hạng sách, viết đánh giá sách, thêm trích dẫn cho các tác giả hoặc trang sách và làm phong phú thêm các trang của tác giả với thông tin liên quan.

## Thông tin
Abjjad được thiết kế bằng tiếng Ả Rập để thu hút độc giả và tác giả Ả Rập vào một mạng xã hội duy nhất. Nó cũng nhằm mục đích cung cấp một cơ sở dữ liệu chính xác và khổng lồ cho các cuốn sách và tác giả viết bằng tiếng Ả Rập. Thông qua việc cung cấp một nền tảng dễ sử dụng và công cụ tìm kiếm nâng cao, các thành viên có thể dễ dàng tìm kiếm sách hoặc tác giả trong Abjjad. Hơn nữa, Abjjad chứa rất nhiều bài phê bình và đánh giá về các cuốn sách. Mỗi trang của tác giả có đủ thông tin về họ, ngoài trang trích dẫn của chính tác giả đó được các thành viên bổ sung. Abjjad giới thiệu 10 cuốn sách khác nhau mỗi tuần và một bài báo hàng tuần do một trong các thành viên viết. Nó cũng cho phép các thành viên theo dõi lẫn nhau, hoặc theo dõi tác giả hoặc sách để nhận thông báo sau khi có đánh giá mới về sách hoặc thông tin mới được thêm vào trang nhà văn.
Abjjad được liên kết với Amazon, nơi cung cấp cho Abjjad kho dữ liệu sách tiếng Anh phong phú, giúp các thành viên dễ dàng tìm kiếm sách tiếng Anh. Ngoài ra, nó bao gồm hơn 30 nghìn cuốn sách viết bằng tiếng Ả Rập.
Các thành viên của Abjjad tự gọi mình là "Abjjadyeen", công ty đã tạo ra thương hiệu cho trang web và giúp phổ biến nó ra khắp Trung Đông. Trang web có tính năng "Abjadyya", nơi các thành viên có thể sử dụng để lọc những gì sẽ xuất hiện trên dòng thời gian của họ từ trạng thái của thành viên, đánh giá sách hoặc xếp hạng sách. "Abjadyya" là trạng thái mà một thành viên có thể viết và chia sẻ với những người theo dõi của mình, nơi họ có thể thích và bình luận về nó. Các thành viên của trang web có xu hướng sử dụng từ "Abjadyya" để chỉ các trạng thái thành viên khác.

## Lịch sử

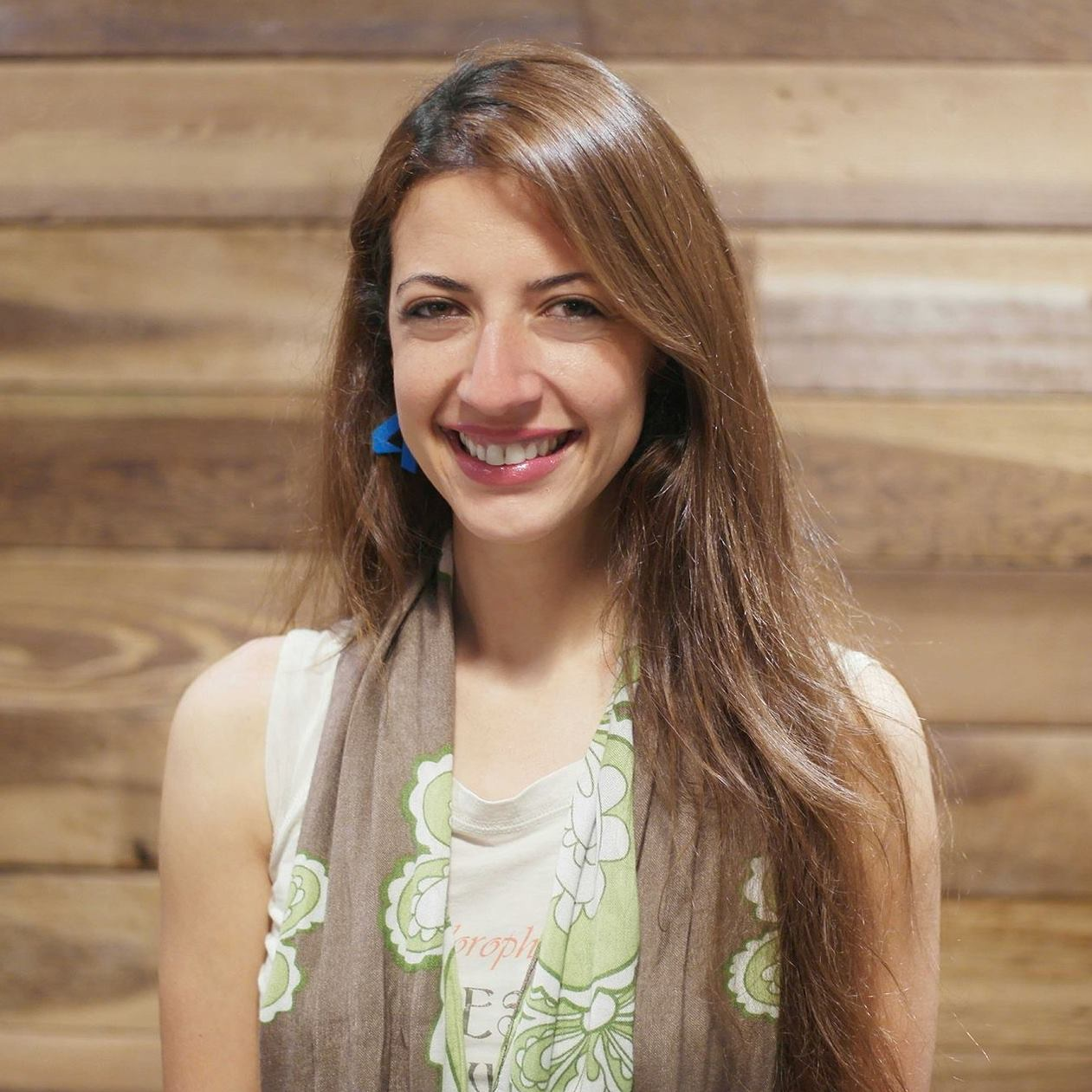
Eman Hylooz, Sáng lập & CEO

Vào tháng 5 năm 2012, Oasis500 đã cung cấp cho Abjjad kinh phí hạt giống để khởi chạy trang web. Vào tháng 6 năm 2012, Abjjad được ra mắt với kinh phí 15 nghìn đô la. Trong vòng ba tháng đầu tiên, hơn 10 nghìn thành viên đã đăng ký trên Abjjad. Abjjad đã tham gia các diễn đàn địa phương và quốc tế khác nhau để gặp gỡ một số nhà đầu tư và doanh nhân nhằm huy động nguồn vốn. Trong tháng 10 năm 2012 Abjjad tham gia toàn cầu các nhà tư tưởng diễn đàn ở Amman, Jordan nơi Eman Hylooz, người sáng lập và Giám đốc điều hành, trình bày các khái niệm về Abjjad, tầm nhìn và tương lai kế hoạch của mình. Vào giữa tháng 12 năm 2012, Abjjad tham gia Global Entrepreneurship tại Dubai, nơi trang web được giới thiệu với các nhà đầu tư như một công ty khởi nghiệp và một dự án mới ở Trung Đông. Vào tháng 5 năm 2013, Abjjad tham gia Diễn đàn Kinh tế Thế giới tại Amman, Jordan và sau đó vào tháng 6 năm 2013 tham gia Arab Net tại Dubai.
Cuối năm 2013, Abjjad đã giành được Giải thưởng Doanh nghiệp Ả Rập Khởi nghiệp Tốt nhất của Mohammed Bin Rashid Al Maktoum năm 2013. Ngày 29 tháng 10 năm 2013 đến tháng 1 năm 2014, Abjjad đã khởi động chiến dịch kêu gọi tài trợ của cộng đồng thông qua Eureeca.  Abjjad đã huy động được 161.000 đô la Mỹ trong 88 ngày từ 43 nhà tài trợ trong khu vực, vượt 40.000 đô la Mỹ so với mục tiêu ban đầu.

## Tính năng
- Sắp xếp sách thành ba danh sách: sách đã đọc trước đây, sách hiện đang đọc và dự định đọc sách.[2][9][13]
- Theo dõi độc giả, tác giả hoặc sách.[5][14]
- Tìm kiếm sách, biết tỷ lệ của nó và đọc các bài đánh giá về chúng, điều này giúp bạn hình thành ý tưởng về sách bạn đang tìm kiếm[1][2]
- "Abjjadyyat" cho phép bạn xem trạng thái của các thành viên khác, sách họ đã đọc và xếp hạng, danh sách đọc và bài đánh giá của họ.
- Abjjad cung cấp cho bạn danh sách những thành viên tích cực nhất để bạn có thể theo dõi họ.
- Chia sẻ sự tiến bộ của bạn trong một cuốn sách với những người theo dõi bạn.
- Viết bài phê bình sách và đánh giá sách từ một đến năm sao.[2][5]
- Làm phong phú thêm các trang của tác giả bằng cách thêm thông tin về họ, thêm sách họ đã viết hoặc thêm trích dẫn từ sách của họ trong trang trích dẫn của họ.
- Thêm sách bạn không thể tìm thấy trong trang web bằng cách sử dụng tính năng thêm sách.
- Viết "Abjjadyya" là một trạng thái để chia sẻ với những người theo dõi của bạn, nơi họ có thể thích và nhận xét về nó.
- Liên kết tài khoản Twitter và Facebook của bạn với Abjjad để chia sẻ xếp hạng và đánh giá sách của bạn.
- Abjjad cung cấp đề xuất 10 cuốn sách hàng tuần giúp bạn tìm những cuốn sách mới để đọc.[6]
- Abjjad xuất bản một bài báo mỗi tuần được viết bởi một thành viên của trang web.

## Thống kê
Có hơn 39.000 thành viên trong trang web, thu hút 300.000 lượt xem trang mỗi tháng. Trang web đã ghi nhận hơn 11.000 lượt đánh giá sách, hơn 60.000 lượt xếp hạng sách và các thành viên đã thêm sách vào danh sách của họ hơn 120.000 lượt.

## Truyền thông đại chúng
Abjjad đã nhận nhiều quan tâm từ các phương tiện truyền thông Trung Đông và phương Tây. Christopher M. Schroeder, tác giả của cuốn Startup Rising: The Entrepreneurial Revolution Remake the Middle East, đã phỏng vấn Eman Hylooz và viết về trải nghiệm của cô với Abjjad trong cuốn sách của anh. Ngoài ra, Carlo Doualiya từ France24-Monte đã phỏng vấn Hylooz trên chương trình Retweet để thảo luận về ý tưởng Abjjad và cung cấp số liệu thống kê mới nhất của trang web. Hơn nữa, Sky News Arabia đã phỏng vấn Hylooz để kể lại kinh nghiệm của cô với Oasis500 và Eureeca trong chiến dịch đầu tư cộng đồng của AbjjadPage. Al-Aan TV đã phỏng vấn Hylooz trên ArabNet ở Dubai vào năm 2013. Abjjad đã được nhắc đến trên trang web Oasis500 với tư cách là một trong năm công ty khởi nghiệp mà công ty đã tài trợ và giành được các giải thưởng khác nhau.